# SOCATA TBM
El SOCATA TBM es un avión utilitario y avión de negocios monomotor turbopropulsado, fabricado en Francia por Socata. Del TBM existen tres modelos, el TBM 700 fabricado desde 1990 hasta 2006,  el TBM 850 producido desde 2006 y el TBM 900 aparecido en 2014.

## Diseño y desarrollo
Hasta septiembre de 2016, 765 TBM han sido fabricadas. El fabricante tenía previsto construir solo 450 unidades en el periodo 2007-2016.

### TBM 700
El TBM 700 es un avión turbopropulsado, monoplano, de ala baja, de entre 6 y 7 asientos, fabricado en aluminio y acero. El primer vuelo del TBM 700 fue el 14 de julio de 1988, recibiendo en certificado de vuelo en 1990. El TBM 700 fue diseñado conjuntamente con la Mooney Airplane Company, a pesar de que Mooney se retiró del proyecto poco después de su certificación. 
En la designación TBM, "TB" significa Tarbes, la ciudad francesa en la que se sitúa la planta de Socata, mientras que "M" significa Mooney. El TBM 700 emplea un motor Pratt & Whitney Canada PT6A-64 que ofrece 700 cv.

### TBM 850

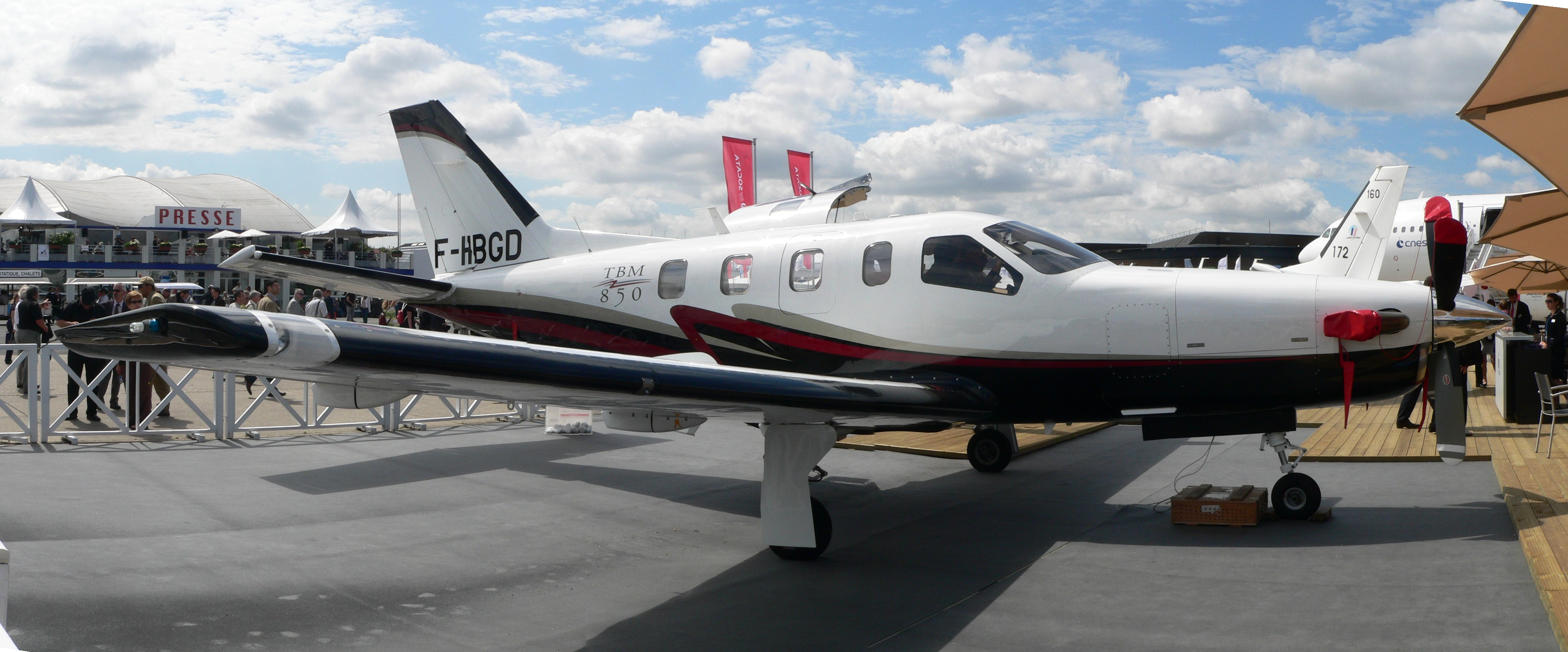
EADS Socata TBM 850 en el Paris Air Show de 2007

El TBM 850 es el nombre de producción para el TBM 700N, una versión mejorada y más potente, montando un motor Pratt & Whitney PT6A-66D de 850 cv. Estos 150 cv. de potencia extra dan a esta variante una mayor velocidad de crucero respecto al modelo TBM 700. Externamente, la apariencia del TBM 850 es igual a la del TBM 700.
Desde 2008, el TBM 850 está equipado con el sistema de vuelo Garmin G1000.

## Variantes

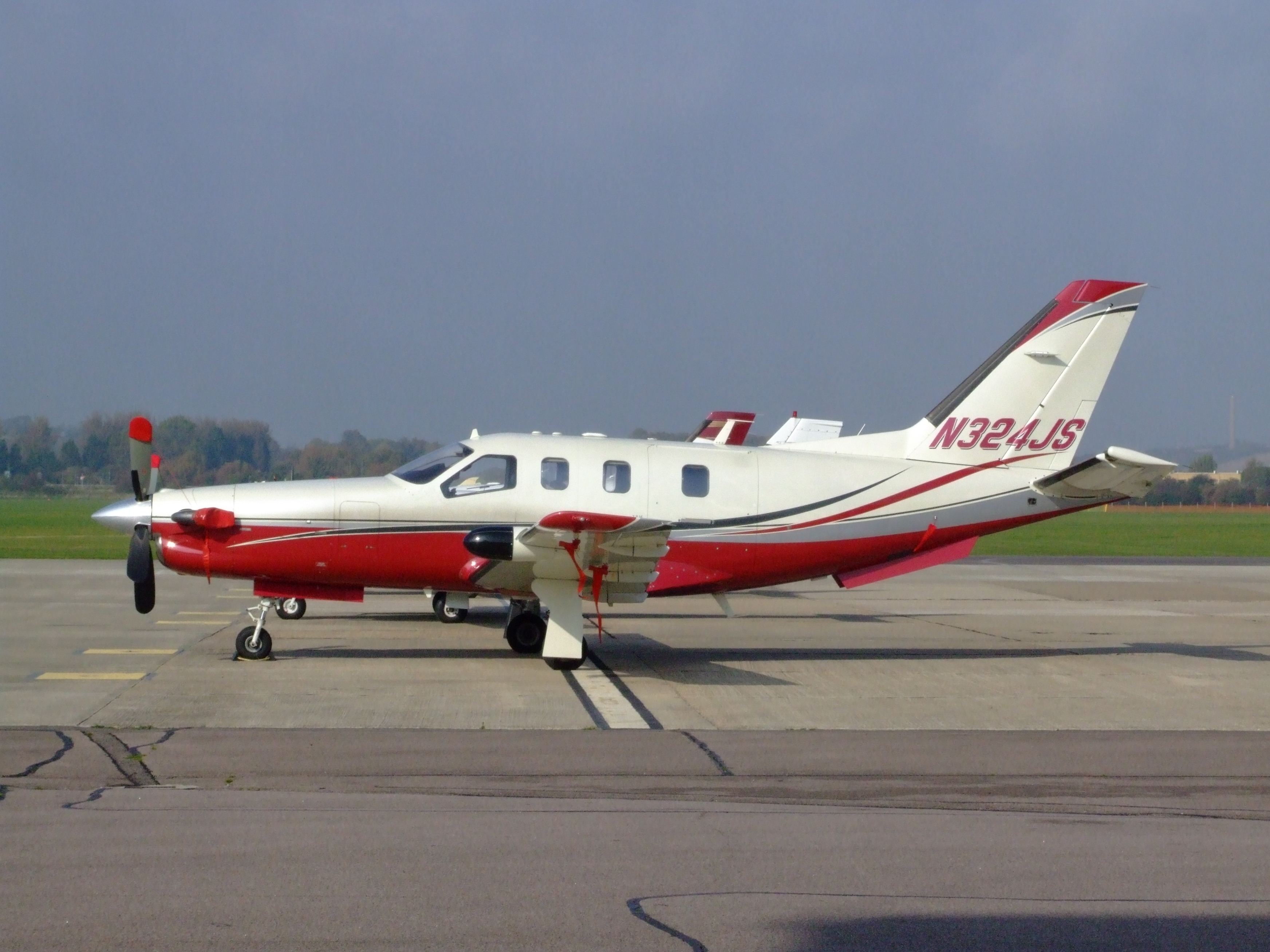
Socata TBM 700.

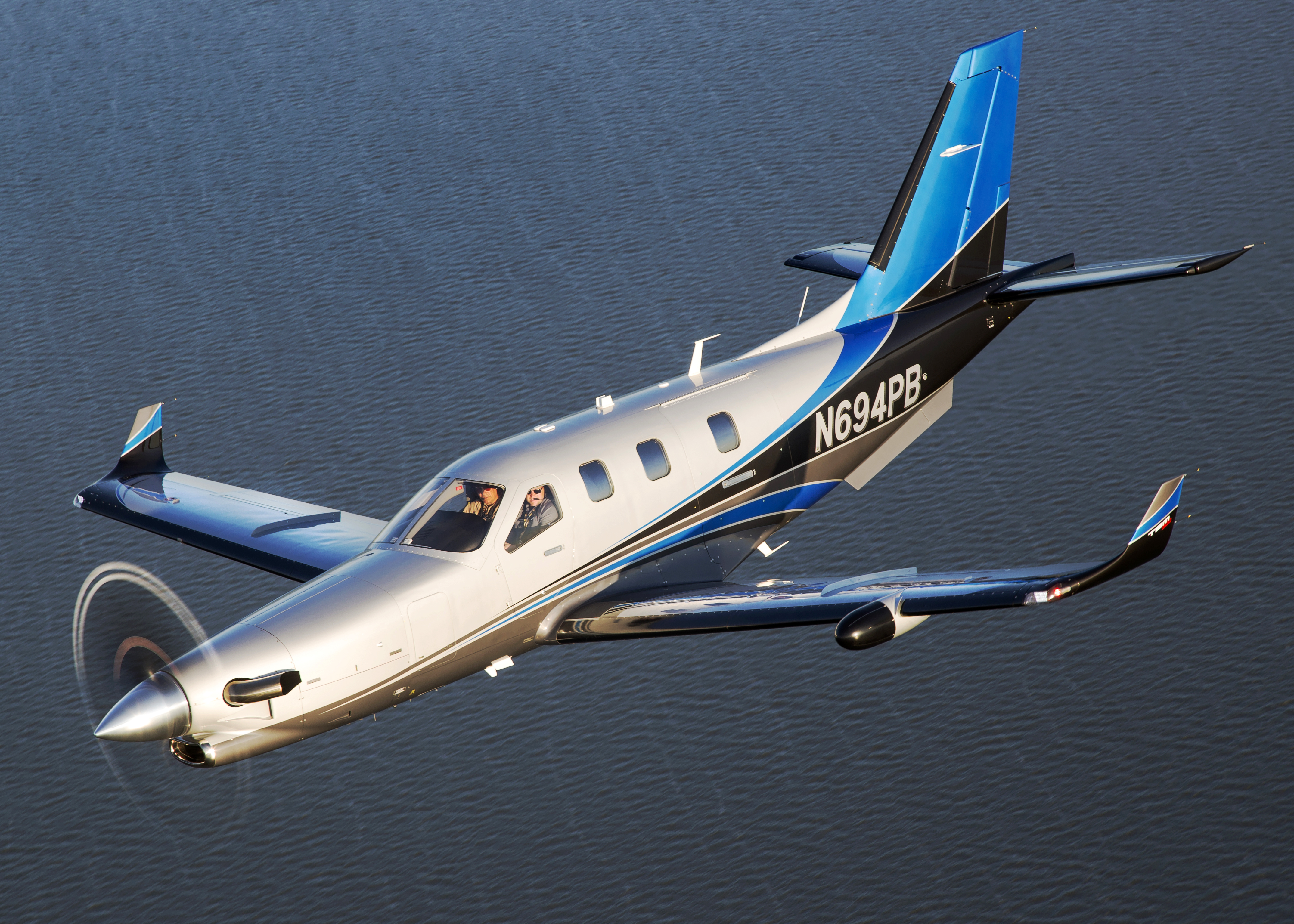
Daher-Socata TBM 900.

TBM 700A
Versión inicial.
TBM 700B
Versión con una puerta de entrada ensanchada y otras mejoras.
TBM 700C1
Versión con mejoras en el aire acondicionado, refuerzos en la estructura y compartimento de carga sin presurizar.
TBM 700C2
Versión con aumento del peso máximo al despegue con respecto al C1.
TBM 700N
Variante de mayor potencia, fabricada como TBM850
TBM 850
Versión bajo la que se comercializó el TBM 700N.
TBM 900
Versión con 26 modificaciones incluyendo winglets, una entrada de aire rediseñada y una hélice de 5 palas. Certificado en diciembre de 2013.

## Operadores militares
Francia
- Fuerza Aérea Francesa
- Aviación Ligera del Ejército de Tierra Francés

 Argentina
- Servicio de Aviación de la Gendarmería Nacional Argentina[5]

### Aeronaves similares
- Cessna 208
- Piper PA-46
- Pilatus PC-12
- Aero Ae 270 Ibis
- Myasishchev M-101T